# Alexandr Potašov
Alexandr Potašov (bělorusky Аляксандр Паташоў, rusky Александр Анатольевич Поташов) (* 12. března 1962, Vitebsk) je bývalý běloruský atlet, startující v prvních letech své sportovní kariéry za Sovětský svaz, mistr světa v chůzi na 50 km.

## Sportovní kariéra
Specializoval se na chůzi na 50 kilometrů. Na olympiádě v Soulu v roce 1988 v této disciplíně skončil čtvrtý. V roce 1991 při světovém šampionátu v Tokiu došel do cíle současně se svým krajanem Andrejem Perlovem, se kterým byl většinu závodu v čele (a chtěli tak získat společně zlaté medaile). Po čtyřech hodinách zkoumání cílové fotografie oznámili rozhodčí, že o jednu setinu sekundy zvítězil Potašov. V následujících letech už většího úspěchu na mezinárodních soutěžích nedosáhl.

## Osobní rekordy
- chůze na 20 km – 1.20:12 – 1994
- chůze na 50 km – 3.40:02 – 1990